# Thury-Harcourt
Thury-Harcourt település Franciaországban, Calvados megyében. Lakosainak száma 2027 fő (2018. január 1.). Thury-Harcourt Croisilles, Curcy-sur-Orne, Esson és Saint-Martin-de-Sallen községekkel határos.

## Népesség
A település népessége az elmúlt években az alábbi módon változott:
| Lakosok száma | 1191 | 1190 | 1586 | 1803 | 1818 | 1914 | 2022 | 2017 | 2018 | 2027 |
|               | 1962 | 1968 | 1982 | 1990 | 2006 | 2008 | 2013 | 2015 | 2017 | 2018 |